# 彦素俊洋
彦素 俊洋（ひこそ としひろ、1971年7月12日 - ）は日本の写真家。
特撮系のテレビ/映画のスチル写真を中心に活動している。栃木県出身。

## 活動実績

### 書籍
『時空警察ヴェッカーD-02 公式捜査ファイル』（2002年12月2日 朝日ソノラマ） ISBN 978-4257036661

### スチル写真担当
- 『マスク・ザ・シャドウ』
- 『時空警察ヴェッカーD-02』
- 『牙狼〈GARO〉』
- 『Hyperion』[1]
- 『ピュアな恋を見つける12の方法 無添加レンアイ日記』[2]
- 『ピーター・ホー 「Shooting」』[3]

### 撮影担当
- 『みらい少女シェリーココ』[4]